# Banstead
Banstead is een plaats en civil parish in het bestuurlijke gebied Reigate and Banstead, in het Engelse graafschap Surrey met 8.512 inwoners.

## Geboren
- Nicholas Smith (1934-2015), acteur
- Angus Deayton (1956), acteur en televisiepresentator
- David Walliams (1971), acteur en kinderboekenschrijver